# 日本製鉄山口製鉄所
日本製鉄山口製鉄所（にっぽんせいてつやまぐちせいてつしょ、英文：NIPPON STEEL CORPORATION, Yamaguchi Works）は、日本製鉄の製鉄所である。2025年4月1日にグループ会社だった日鉄ステンレスの山口製造所と、九州製鉄所八幡地区光チタン部及び九州製鉄所大分地区光鋼管工場を統合して発足した。
事業拠点は以下の2箇所に分かれている。
- 光拠点 - 山口県光市大字島田3434番地
- 周南拠点 - 山口県周南市野村南町4976番地

## 概要
光拠点は1955年（昭和30年）に「八幡製鐵光製鐵所」として発足したのを起源とする。1958年（昭和33年）に電縫鋼管の、1984年（昭和59年）にチタンの生産をそれぞれ開始し、2003年（平成15年）のステンレス事業分社化に際してステンレス部門が新日鐵住金ステンレス光製造所に、鋼管部門が新日鐵住金光鋼管部に再編されたものである。
一方、周南拠点は1918年（大正7年）操業開始の「大阪鐵板製造徳山分工場」を起源とし、後に日新製鋼の製造拠点となっていたものである。
両拠点は2019年（令和元年）に日新製鋼のステンレス部門と新日鐵住金ステンレスの統合により日鉄ステンレスが誕生した際、「山口製造所」として組織統合されたものであるが、2025年の日鉄ステンレスの日本製鉄への吸収合併 に伴い、大分製鉄所（現・九州製鉄所大分地区）に部門統合されていた鋼管部門と、八幡製鉄所（現・九州製鉄所八幡地区）に部門統合されていた光チタン部を統合して発足した。光地区のステンレス鋼・鋼管製造組織にとっては22年ぶりに組織が一本化されたものといえる。

## 設備と製品
両拠点にステンレス鋼専用の電気炉を備え、ステンレス薄板・ステンレス棒線の製造を手がけるほか、光拠点では鋼管・形鋼製品とチタン製品の製造を行う。

## 沿革
特記なき限り出典：

### 光拠点
- 1954年（昭和29年） - 八幡製鐵八幡製鐵所が光建設局を設け、線材試圧延機の作業を開始
- 1955年（昭和30年） - 八幡製鐵光製鐵所発足（光拠点の始まり）
- 1958年（昭和33年） - 電縫鋼管工場中径管作業開始、製鋼工場10t電気炉作業開始、鍛鋼工場作業開始
- 1964年（昭和39年） - 鋼板工場にてNo.1ゼンジミア・ミル作業開始
- 1970年（昭和45年） - 八幡製鐵と富士製鐵が合併し、新日本製鐵として再発足
- 1984年（昭和59年） - チタン生産開始
- 1989年（平成元年） - 自家発電設備完成
- 2003年（平成15年） - 新日本製鐵のステンレス事業分社化及び住友金属工業のステンレス事業との経営統合により、光製鉄所内のステンレス事業に関連する部門の大半が「新日鐵住金ステンレス光製造所」として再発足。鋼管工場は光鋼管部へ名称変更。
- 2006年（平成18年） - 新日本製鐵の新素材事業分社化により、金属箔工場が新日鉄マテリアルズ（現・日鉄ケミカル&マテリアル）金属箔工場として分割。
- 2011年（平成23年） - 光鋼管部が大分製鉄所に統合。

### 周南拠点
- 1918年（大正7年） - 都濃郡太華村奈切（現・周南市栗屋奈切）に大阪鐵板製造徳山分工場完成
- 1928年（昭和3年） - 徳山分工場が分離独立し、徳山鐵板を設立
- 1953年（昭和28年） - 徳山鐵板と大阪鐵板製造が合併し、日本鐵板が発足
- 1957年（昭和32年） - 日本鐵板が都濃郡南陽町（現・周南市）にて南陽工場建設に着手
- 1958年（昭和33年） - No.1ゼンジミアミル完成、ステンレス冷延鋼板およびコイルの生産開始
- 1959年（昭和34年） - 日本鐵板と日亜製鋼が合併、日新製鋼として新発足
- 1962年（昭和37年） - No.1電気炉・No.2電気炉完成　これにより一貫生産体制を確立

### 組織統合後
- 2019年（令和元年） - 新日鐵住金ステンレスと日新製鋼のステンレス鋼板事業が統合し、「日鉄ステンレス」として再発足。旧・新日鐵住金ステンレス光製造所と旧・日新製鋼周南製鋼所が組織統合し、同社山口製造所が発足。
- 2025年（令和7年）4月 - 日本製鉄が日鉄ステンレスを吸収合併し、九州製鉄所八幡地区光チタン部及び九州製鉄所大分地区光鋼管工場も含め、山口製鉄所が発足。
- 2025年（令和7年）5月 - 日本製鉄がGX推進法に基づく事業認定を受け、周南拠点で休止中の電炉1基を改造の上再稼働させる方針を公表[5]。